# Laemonema robustum
Laemonema robustum är en fiskart som beskrevs av Johnson 1862. Laemonema robustum ingår i släktet Laemonema och familjen Moridae. Inga underarter finns listade i Catalogue of Life.